# Naïm Van Attenhoven
Naïm-Nhour Van Attenhoven (Bruxelles, 31 gennaio 2003) è un calciatore belga naturalizzato nigerino, portiere del Namur e della nazionale nigerina.

## Biografia
Nato a Bruxelles da padre belga e madre nigerina, è nipote dell'ex calciatore della nazionale nigerina Ibrahim Tankary.

## Carriera

### Club
Nel corso della sua carriera giovanile, iniziata nel Brussels, gioca per vari club belgi fra cui OH Lovanio e Standard Liegi, passando anche un periodo in Olanda al PSV. Nel 2020 entra a far parte della formazione Under-21 dell'Anderlecht.

### Nazionale
Membro delle selezioni Under-16 ed Under-17 del belgio, nel marzo 2021 sceglie di optare per la nazionale nigerina rispondendo alla convocazione del CT Jean-Michel Cavalli per le sfide contro Costa d'Avorio e Madagascar. Debutta il 9 giugno in occasione dell'amichevole persa 1-0 contro il Rep. del Congo.
Il 12 novembre seguente gioca il suo primo incontro ufficiale, disputando dal primo minuto il match valido per le qualificazioni al mondiale 2022 pareggiato 1-1 contro il Burkina Faso.

## Statistiche
Statistiche aggiornate al 15 novembre 2021.

### Cronologia presenze e reti in nazionale
| Cronologia completa delle presenze e delle reti in nazionale ― Niger | Cronologia completa delle presenze e delle reti in nazionale ― Niger | Cronologia completa delle presenze e delle reti in nazionale ― Niger | Cronologia completa delle presenze e delle reti in nazionale ― Niger | Cronologia completa delle presenze e delle reti in nazionale ― Niger | Cronologia completa delle presenze e delle reti in nazionale ― Niger | Cronologia completa delle presenze e delle reti in nazionale ― Niger | Cronologia completa delle presenze e delle reti in nazionale ― Niger |
| Data                                                                 | Città                                                                | In casa                                                              | Risultato                                                            | Ospiti                                                               | Competizione                                                         | Reti                                                                 | Note                                                                 |
| -------------------------------------------------------------------- | -------------------------------------------------------------------- | -------------------------------------------------------------------- | -------------------------------------------------------------------- | -------------------------------------------------------------------- | -------------------------------------------------------------------- | -------------------------------------------------------------------- | -------------------------------------------------------------------- |
| 9-6-2021                                                             | Manavgat                                                             | Niger                                                                | 0 – 1                                                                | Rep. del Congo                                                       | Amichevole                                                           | -1                                                                   |                                                                      |
| 26-8-2021                                                            | Dubai                                                                | Niger                                                                | 0 – 3                                                                | Sudan                                                                | Amichevole                                                           | -2                                                                   | 46’                                                                  |
| 12-11-2021                                                           | Marrakech                                                            | Burkina Faso                                                         | 1 – 1                                                                | Niger                                                                | Qual. Mondiali 2022                                                  | -1                                                                   |                                                                      |
| Totale                                                               |                                                                      | Presenze                                                             | 3                                                                    |                                                                      | Reti                                                                 | -4                                                                   |                                                                      |